# 板木乡
板木乡，是中华人民共和国河南省開封市杞县下辖的一个乡镇级行政单位。

## 行政区划
板木乡下辖以下地区：
板木北村、板木南村、板木西村、板木东村、刘庄屯村、洼刘村、谷熟岗村、马壮村、大李庄村、张仙庄村、陈子岗村、张官村、武旗村、朱庄村、吴庄村、候常村、前营村、中营村、港刘村、北张庄村、琉璃庙村、汤路口村、马桥村和岑庄村。